# Killer Movie
Pour plus de détails, voir Fiche technique et Distribution.
Killer Movie est un film d'horreur américain qui est sorti aux États-Unis le 24 avril 2008. La Première du film a eu lieu au Festival du film de TriBeCa à New York le avril 2008. Le film a été écrit, réalisé et coproduit par Jeff Fisher.

## Synopsis
Jake Tanner, célèbre réalisateur, est envoyé dans une petite ville afin de faire une émission de télé-réalité sur l'équipe de hockey de la ville. Cependant, une jeune fille du nom de Jaynie est assassinée ayant été décapitée par un fil de fer accroché entre deux arbres. Mais l'enquête sur la mort de la jeune fille est bâclé en disant que ce n'était qu'un accident. Jake rencontre les deux productrices de l'émission, Lee et Phoebe, qui veulent enquêter sur le meurtre. Jake est rejoint par la célèbre actrice, Blanca Champion, avec son assistant Nick afin de travailler sur l'émission. Avec toute son équipe, Jake commence à enquêter au lycée de la ville (qui était également celui de Jaynie) et très vite, le coach des pom-pom girls du lycée Mrs.Falls est retrouvée assassinée ayant été entraînée dans une scie circulaire. L'équipe comprend alors qu'il s'agit d'un tueur en série qui va très vite commencer à assassiner chaque membre de l'équipe de Jake.

## Distribution
- Paul Wesley (VF : Julien Chatelet) : Jake Tanner
- Kaley Cuoco (VF : Agnès Manoury) : Blanca Champion
- Gloria Votsis (VF : Marie Nonnenmacher) : Keir
- Torrey DeVitto : Phoebe Hilldale
- Jason London (VF : Constantin Pappas) : Mike
- Cyia Batten (VF : Pascale Chemin) : Lee Tyson
- Adriana DeMeo (en) : Daphne
- Al Santos (VF : Jean-Marco Montalto) : Luke
- Nestor Carbonell (VF : Constantin Pappas) : Seaton Brookstone
- Hal B. Klein : Greg
- Maitland McConnell : Erin Gorman
- Robert Buckley (VF : Yannick Blivet) : Nik
- Leighton Meester : Jaynie Hansen
- Andy Fischer-Price : Vance Carhartt
- Stephen Pelinski (VF : Gérard Rouzier) : le coach Carhartt
- Jackson Bond (en) : Connor
- JC Chasez (VF : Jean-Marco Montalto) : Ted Buckley
- Jennifer Murphy (en) : Mme Falls
- Mike Lutgen (VF : Yannick Blivet) : Ral
- Bruce Bohne (VF : Gérard Rouzier) : le coach Hansen
- Chris Carlson (VF : Constantin Pappas) : le shérif

 Source et légende : version française (VF) sur RS Doublage et selon le carton du doublage français sur le DVD zone 2.